# Йоан IX
Йоан IX е римски папа от януари 898 г. до януари 900 г. Родом е от Тиволи, монах от Ордена на Бенадиктинците. Неговото избиране е предшествано от Трупния синод и подозрителната смърт на двама негови предшественици. Йоан е представител в Латеран на партия на покойния Формоза, която противодейства на партията на Сергий, отлъчила Йоан от църквата.